# 萬佛寺 (霧峰區)

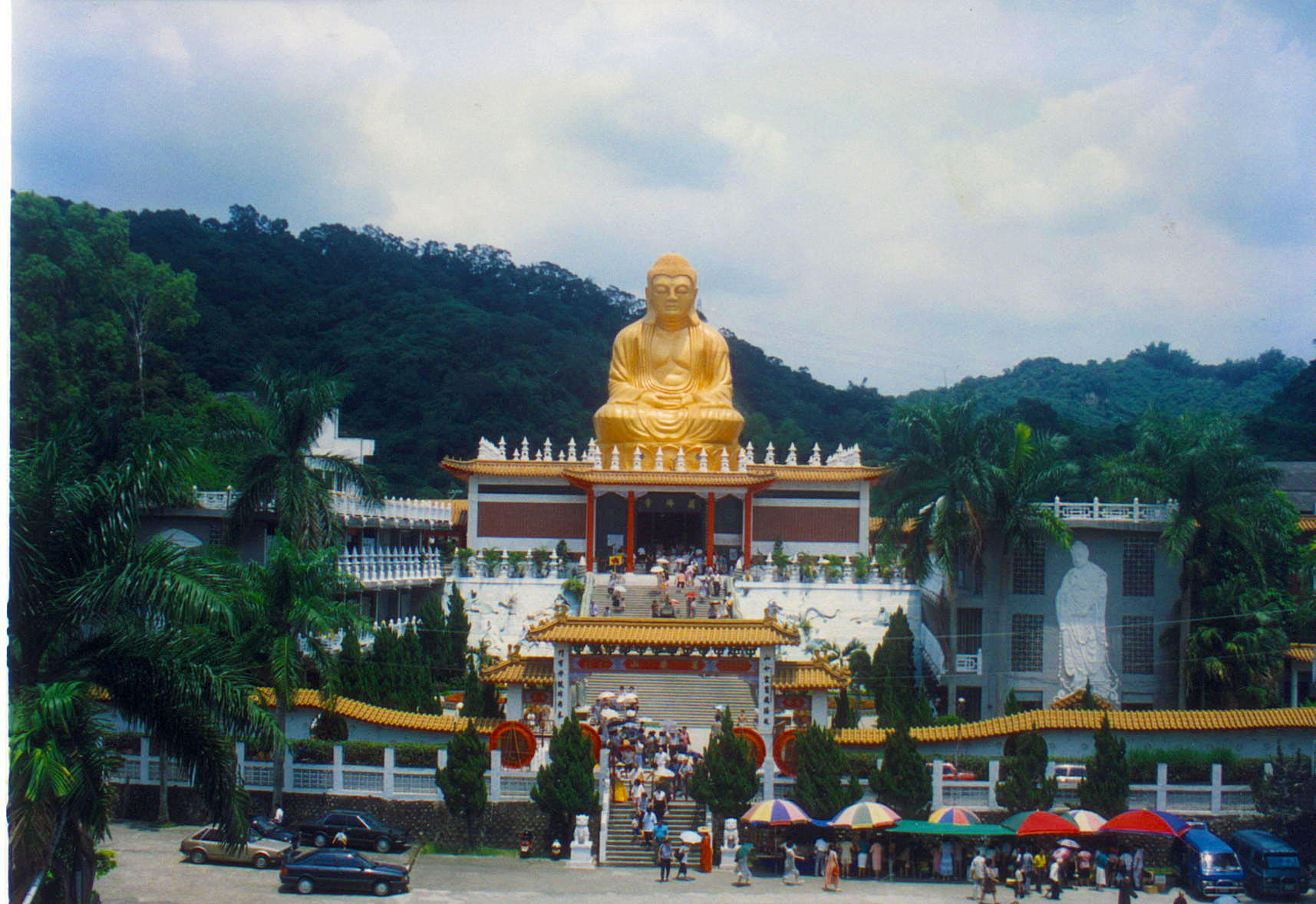
萬佛寺在921地震發生之前的樣貌

萬佛寺是位於臺灣臺中市霧峰區的佛教寺廟，是中臺灣著名的佛教寺院。原寺在921大地震中倒塌，至今仍在重建中。

## 歷史
萬佛寺由釋聖印於1971年在霧峰區臺灣省議會（今臺灣省諮議會）後山建立。1974年大雄寶殿落成，並成立「中華佛教學院」。1992年再成立「慈明佛學研究所」培養僧人。1999年萬佛寺因為921大地震而倒塌，至今仍未重建完成。2016年，常謙（陳菊姿）、常璿（張艷麗）、演慎（徐碧霞）、常釋（徐碧雲）4名比丘尼，因挪用基金、向信徒謊稱錢用於重建，被台中高分院依詐欺等罪名，判刑定讞。

## 外部連結
- 霧峰萬佛寺網站 （页面存档备份，存于）
- 台中市佛教聯合會介紹萬佛寺 （页面存档备份，存于）